# Craig Coffin
Craig Coffin (...) è un ex giocatore di football americano statunitense, che ha giocato come kicker.
Dopo aver giocato per la squadra universitaria statunitense dei Southern Illinois Salukis non ha proseguito al carriera nel football americano, ad eccezione della partecipazione al mondiale 2007 con la nazionale che ha vinto il titolo.

## Palmarès
- 1 Mondiale (2007)